# 대한민국 민법 제372조
대한민국 민법 제372조는 타법률에 의한 저당권에 대한 민법 물권법 조문이다.

## 조문
제372조(타법률에 의한 저당권) 본장의 규정은 다른 법률에 의하여 설정된 저당권에 준용한다.

第372條(他法律에 依한 抵當權) 本章의 規定은 다른 法律에 依하여 設定된 抵當權에 準用한다.

Article 372 (Mortgages Created by Other Statutes) The provisions in this chapter are applicable to the mortgages created by other statutes.

## 참고 문헌
- 오현수, 일본민법, 진원사, 2014. ISBN 978-89-6346-345-2
- 오세경, 대법전, 법전출판사, 2014 ISBN 978-89-262-1027-7
- 이준현 , LOGOS 민법 조문판례집, 미래가치, 2015. ISBN 979-1-155-02086-9

## 같이 보기
- 저당권